# ماربل كيك
الكعكة المُرخَّمة أو كعكة الرخام (بالإنجليزية: Marbel cake)‏ (نقحرة: الماربل كيك أو الكيكة الرخامية) هي كعكة ذات مظهر مخطط أو مرقش (شبيه بالرخام)، يتم الحصول على هذا الشكل بواسطة مزج خليط الكعك الفاتح والداكن معاً برفق وخفة، أو بوضع العجين في صينية الخبز على طبقات متبادلة مما يجعل شكلها النهائي بعد خبزها يشبه قطع الرخام. يمكن ان تكون الكعكة الرخامية مزيجاً بين كعك الفانيليا والشوكولاتة، وفي هذه الحالة يكون خليط الفانيليا هو الخليط الاساسي تتخلله خطوط من خليط الشوكولاتة. الانواع الأخرى من الكعكة الرخامية قد تشمل الفراولة أو نكهات الفاكهة الأخرى أو القرفة أو غيرها من التوابل. وعادة ما تقدم مع مشروب ساخن.
ظهر أحد المصادر المطبوعة الأولى للكعكة الرخامية في «كتاب الطبخ المحلي» (Domestic Cook Book) للطاهية ماليندا راسل عام 1866. كان أحد الأشكال الشائعة لهذه الوصفة خلال العصر الفيكتوري هي «كعكة النقش الملون» (Harlequin cake) والتي كانت تُخبز بأنماط رقعة الشطرنج. كانت الوصفات في البداية تستخدم دبس السكر والتوابل للحصول على خليط كعك داكن اللون.

## أرقام قياسية عالمية
الرقم القياسي العالمي لأكبر كعكة رخامية سجلته موسوعة غينيس في المملكة العربية السعودية في عام 2017 لكعكة بلغ وزنها 732 كليوغرام (1,614 رطل) وحجمها 15 متراً مربعاً (160 قدم مربع). صُنعت كعكة رخامية أكبر بمساحة 56 متراً مربعاً (600 قدم مربع) لحلقة من المسلسل الأمريكي الساخر "الأسبوع الماضي هذا المساء مع جون أوليفر"، والذي سخر من الرئيس التركماني المستبد قربانقلي بردي محمدوف، وقد سُجلت هذه الكعكة في موسوعة غينيس كـ«أكبر كعكة مع صورة لشخص يسقط من على حصان». أعلنت موسوعة غينيس في وقت لاحق ان الرقم القياسي قد رُفض بسبب سياسة تمنع تسجيل الارقام القياسية التي تقلل من شأن حاملي الأرقام القياسية الأخرين أو تُعرضهم للسخرية.

## معرض الصور

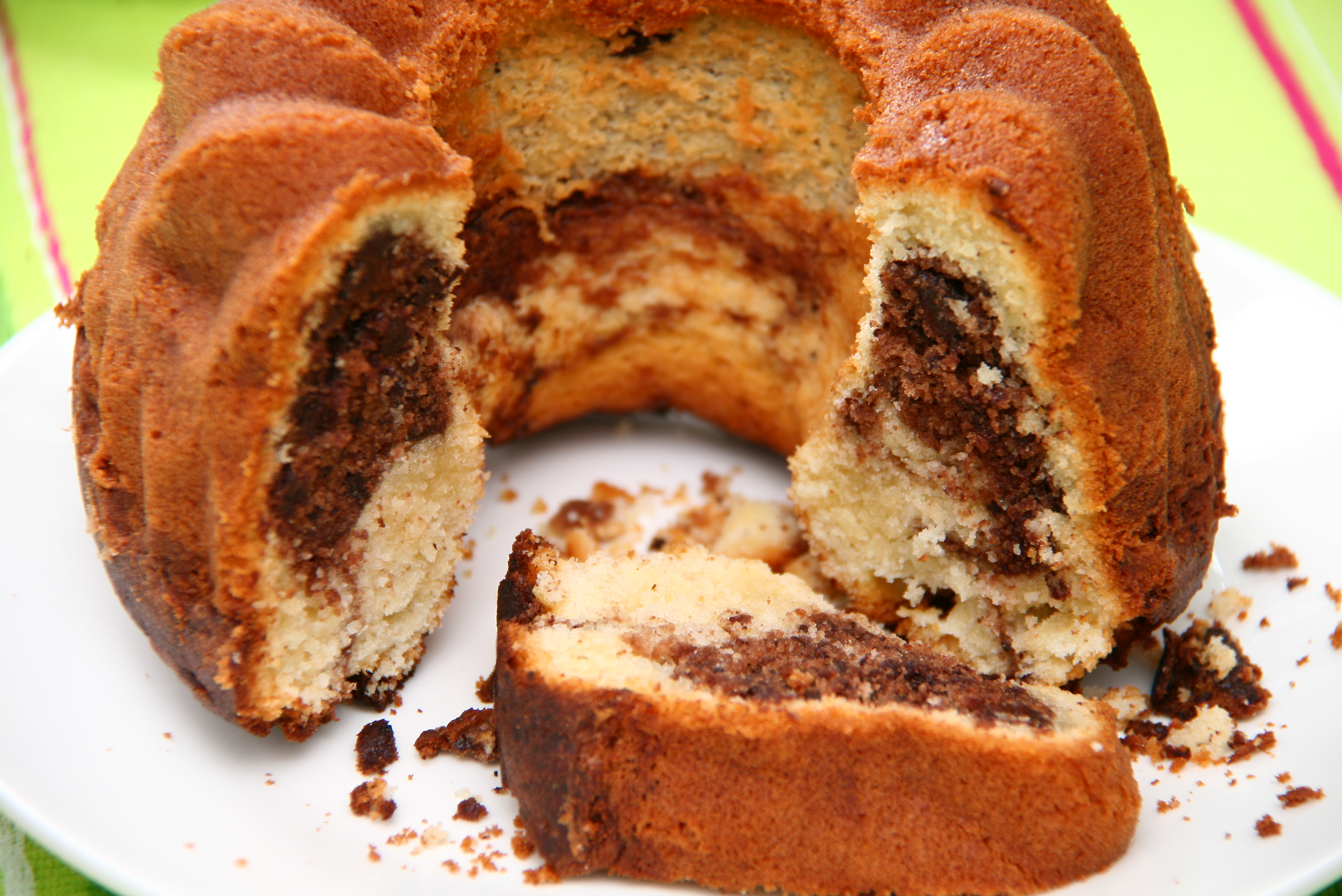
كعكة رخامية
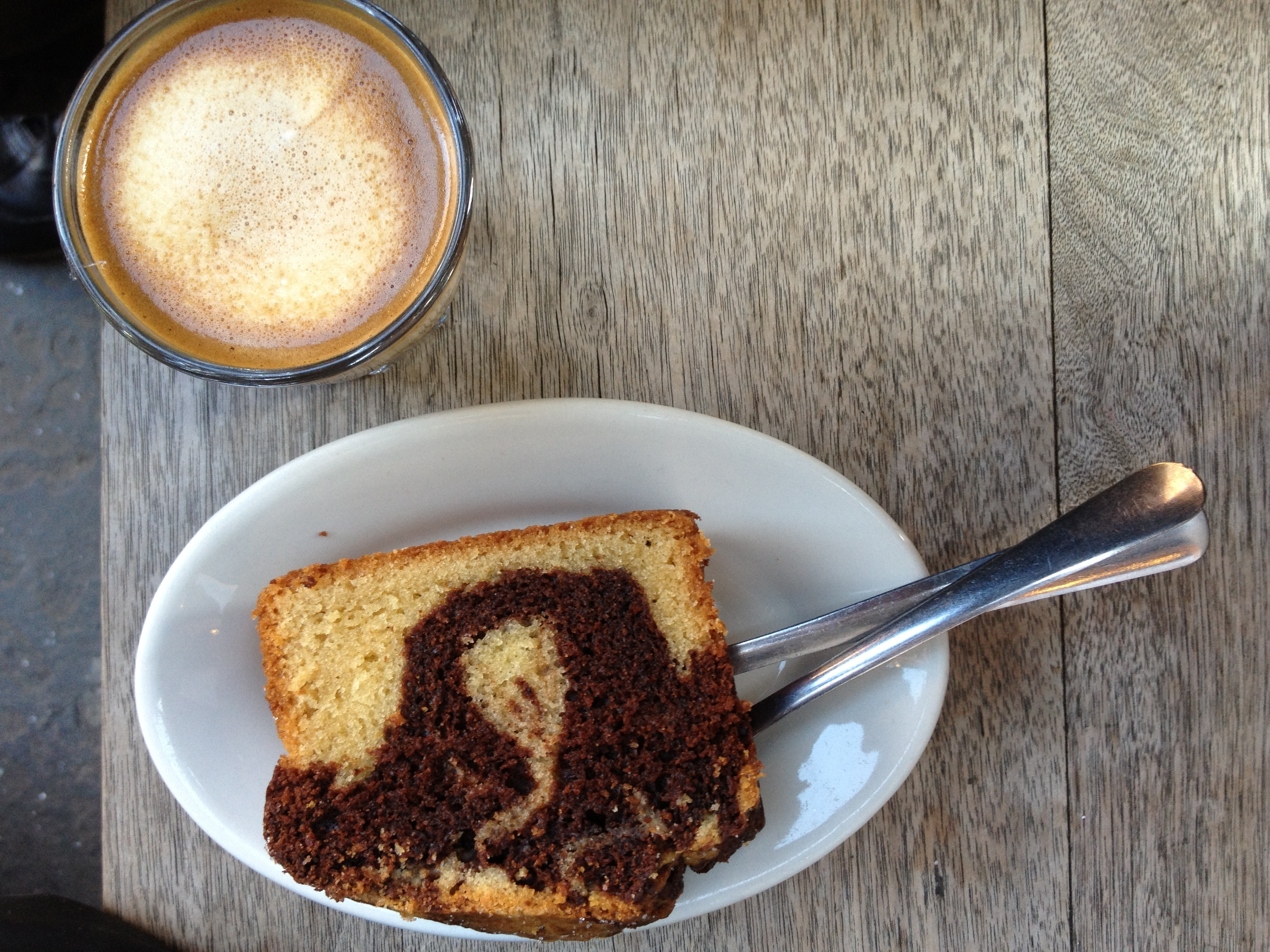
قطعة من الكعكة الرخامية مع مشروب الكورتادو الساخن.
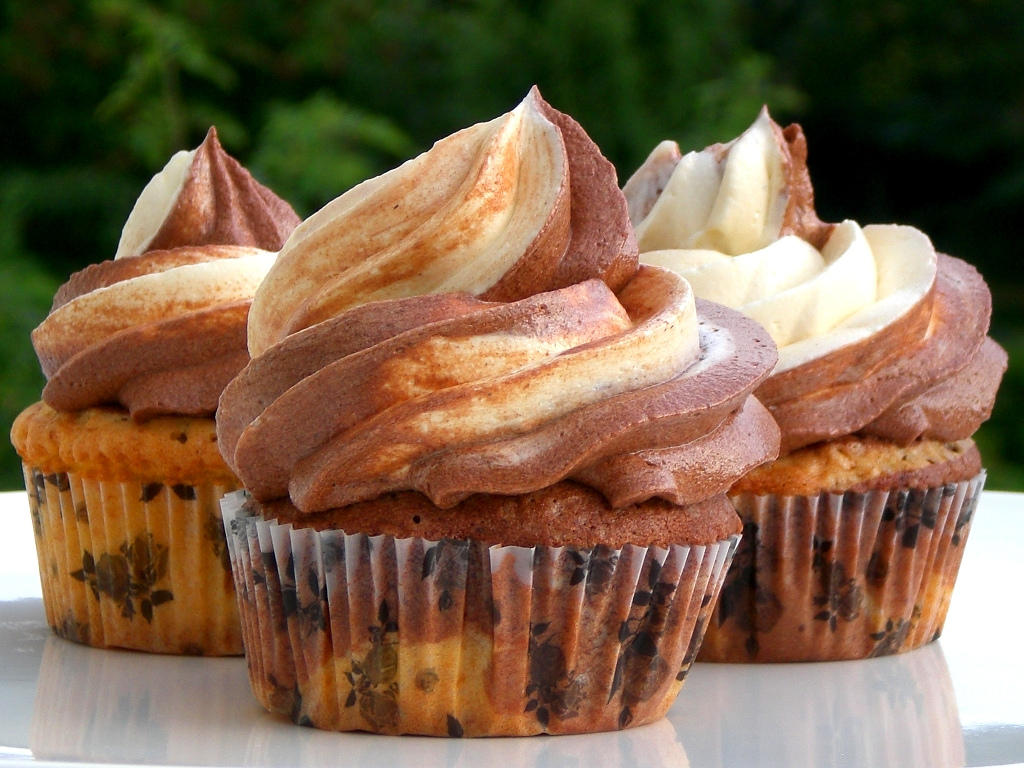
كب كيك رخامي من الشوكولاتة الداكنة والشوكولاتة البيضاء مُزينة بكريمة الزبدة.

## وصلات خارجية
- طريقة تحضير الكعكة الرخامية بواسطة الشيف منال العالم على موقع يوتيوب
- ساكس، ريتشارد (2000). "الكعكة المخملية بدبس السكر والليمون". Classic Home Desserts: A Treasury of Heirloom and Contemporary Recipes from Around the World. بوسطن: هوتون ميفلين. ص. 340. ISBN:0-618-00391-6. OCLC:43721945. اطلع عليه بتاريخ 2009-04-28.